# Liste der Kulturdenkmale in Triebischtal (Meißen)

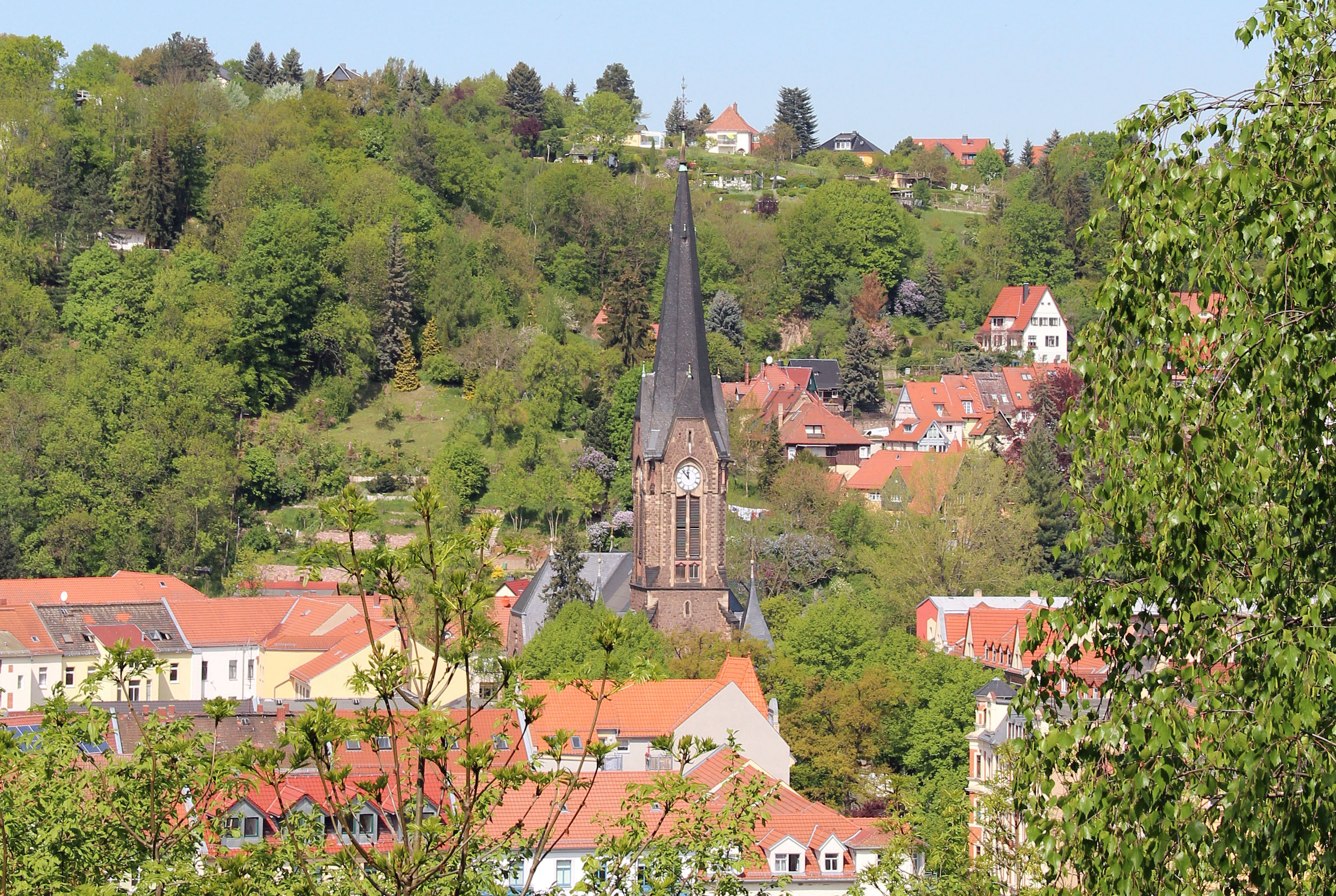
Blick auf den Stadtteil Triebischtal

In der Liste der Kulturdenkmale in Triebischtal sind die Kulturdenkmale des südwestlich der Altstadt am linken Ufer der Elbe gelegenen Stadtteils Triebischtal der Stadt Meißen verzeichnet, die bis September 2024 vom Landesamt für Denkmalpflege Sachsen erfasst wurden (ohne archäologische Kulturdenkmale). Die Anmerkungen sind zu beachten.
Diese Aufzählung ist eine Teilmenge der Liste der Kulturdenkmale in Meißen.

## Liste der Kulturdenkmale in Triebischtal
| Bild           | Bezeichnung | Lage                                                          | Datierung                                                                                                 | Beschreibung | ID       |
| -------------- | --- | ------------------------------------------------------------- | --- | --- | -------- |
| Weitere Bilder | Sogenannte Sechste Mühle: Ehemalige Mühle mit Seitengebäude | An der Hohen Eifer 1 (Karte)                                  | Bezeichnet mit 1525 (Mühle); 1. Hälfte 19. Jahrhundert (Nebengebäude)                                     | Baugeschichtlich, ortsgeschichtlich und technikgeschichtlich von Bedeutung | 09266009 |
|                | Doppelmietshaus in geschlossener Bebauung | Böttgerstraße 1, 2 (Karte)                                    | Ende 19. Jahrhundert                                                                                      | Städtebaulich und baugeschichtlich von Bedeutung, ein Gründerzeitbau mit Ladeneinbau | 09265988 |
|                | Mietshaus in geschlossener Bebauung | Böttgerstraße 3 (Karte)                                       | 1890er Jahre                                                                                              | Städtebaulich und baugeschichtlich von Bedeutung, ein Gründerzeithaus (Klinkerfassade) | 09265989 |
|                | Mietshaus in geschlossener Bebauung | Böttgerstraße 4 (Karte)                                       | Bezeichnet mit 1897                                                                                       | Städtebaulich und baugeschichtlich von Bedeutung, ein Gründerzeithaus (Klinkerfassade) | 09265990 |
|                | Mietshaus in halboffener Bebauung | Böttgerstraße 5, 6 (Karte)                                    | Um 1880                                                                                                   | Städtebaulich und baugeschichtlich von Bedeutung, ein Gründerzeitbau (Putzfassade) | 09265991 |
|                | Mietshaus in halboffener Bebauung und Ecklage | Böttgerstraße 10 (Karte)                                      | Um 1880                                                                                                   | Städtebaulich und baugeschichtlich von Bedeutung, ein Gründerzeithaus, gut gegliederte Putzfassade | 09265980 |
|                | Mietshaus in geschlossener Bebauung | Böttgerstraße 11 (Karte)                                      | Um 1880                                                                                                   | Städtebaulich und baugeschichtlich von Bedeutung, ein Gründerzeithaus | 09265981 |
|                | Mietshaus in geschlossener Bebauung, Ecklage | Crassostraße 1 (Karte)                                        | Nach 1895                                                                                                 | Städtebaulich und baugeschichtlich von Bedeutung, ein repräsentatives Gründerzeithaus (Klinkerfassade, Eckturm) | 09266034 |
|                | Mietshaus in halboffener Bebauung | Crassostraße 2 (Karte)                                        | Nach 1895                                                                                                 | Städtebaulich und baugeschichtlich von Bedeutung, ein Gründerzeithaus (Klinkerfassade) | 09266036 |
|                | Mietshaus in halboffener Bebauung | Crassostraße 14 (Karte)                                       | Nach 1895                                                                                                 | Städtebaulich und baugeschichtlich von Bedeutung, ein Gründerzeithaus (Klinkerfassade) | 09266037 |
|                | Mietshaus in geschlossener Bebauung, Ecklage | Crassostraße 15 (Karte)                                       | Nach 1895                                                                                                 | Städtebaulich und baugeschichtlich von Bedeutung, ein Gründerzeithaus (Klinkerfassade, Eckturm) | 09266035 |
| Weitere Bilder | Villa mit Einfriedung, ehemals Fabrikantenvilla | Goldgrund 15 (Karte)                                          | 2. Hälfte 19. Jahrhundert                                                                                 | Baugeschichtlich und ortsgeschichtlich von Bedeutung, ein Haus im Schweizerstil | 09265789 |
| Weitere Bilder | Villa mit Einfriedung | Hirschbergstraße 2 (Karte)                                    | 1874/1875                                                                                                 | Städtebaulich, baugeschichtlich und ortsgeschichtlich von Bedeutung, Wohnhaus des Meißner Bürgermeisters Karl Richard Hirschberg (gestorben 1886) | 09265853 |
| Weitere Bilder | Wohnhaus in offener Bebauung, mit (sekundär verbautem) Sitznischenportal | Hirschbergstraße 3 (Karte)                                    | 1880er Jahre (Wohnhaus); bezeichnet mit 1540 (Sitznischenportal)                                          | Gründerzeitgebäude, baugeschichtlich und ortsgeschichtlich von Bedeutung, das Renaissance-Portal künstlerisch von Bedeutung, das Renaissance-Sitznischenportal stammt von einem Gebäude in der Altstadt | 09265854 |
| Weitere Bilder | Keramisches Wandbild „Hochzeit zu Kana“ | Hirschbergstraße 7, 8 (Karte)                                 | 1966 | Wandbild an der Straßenseite des einstigen Kolpinghauses, nach Entwürfen des Bildhauers Karlheinz Schäfer und vom Porzellankünstler und Formgestalter Ludwig Zepner 1966 ausgeführt, geschichtliche, genauer personengeschichtliche und künstlerische Bedeutung Das keramische Wandbild an der Straßenseite des einstigen Kolpinghauses ist 3,10 Meter lang und 2,10 Meter hoch. Es wurde im Jahr 1966 nach Entwürfen des vielseitigen Bildhauers Karlheinz Schäfer vom Porzellankünstler und Formgestalter Ludwig Zepner ausgeführt. Er fertigte die unterschiedlich geformten und farblich gestalteten Bildelemente, der als Halbrelief ausgeführten Arbeit. Der später in Branderoda nahe Naumburg (Saale) tätige Schäfer hat in Meißen gelernt und gearbeitet, bevor er 1967 als Meisterschüler von Fritz Cremer an die Akademie der Künste Berlin (Ost) kam. Die offizielle Kunstideologie ablehnend, wurde er zu einem wichtigen Vertreter der Avantgarde dieser Zeit in der DDR. Ludwig Zepner arbeitete viele Jahre als künstlerische Leiter der Staatlichen Porzellanmanufaktur Meißen. Unter seiner Federführung entstanden viele der weltweit erfolgreichen Exponate dieses Unternehmens, darunter das beliebte „Flitterwochenservice“. Für sein Lebenswerk zeichnete man ihn 1981 mit dem Designpreis der DDR aus. Das Wandbild zeigt mit der „Hochzeit zu Kana“ eine der Wundertaten Christi. Jesus ist mit seiner Mutter Maria und den Jüngern zu einer Hochzeit eingeladen. Als der Wein zu Ende gegangen war, befahl er Wasser in Krüge zu füllen, um es in Wein zu verwandeln. Da dieses Wunder als Hinweis auf das Abendmahl gilt – ebenso wie das Wunder der Brotvermehrung – wurde es in der bildenden Kunst häufig dargestellt, wobei nachmittelalterliche Werke mit diesem Sujet offenbar weniger zu finden sind. Die Arbeit von Schäfer und Zepner erscheint, im Vergleich zu älteren Darstellungen der Hochzeit, als eigenwillige Umsetzung dieses biblischen Themas. Vor allem dem Material geschuldet, haben sie diese Wundertat Christi auf das Wesentliche reduziert. Die Fantasie der Betrachter ist gefordert, aber bei genauerem Hinsehen kristallisiert sich die Hochzeitsgesellschaft und das Ereignis heraus. Obwohl die Szenerie ein dekorativ-abstrahierendes Mosaik zu bilden scheint, kann man die Figuren mittels der Inkarnate gut ausmachen, auch zwei der Krüge, die das Wunder „symbolisieren“, sind deutlich sichtbar. Als größte Figur erscheint Jesus in der Mitte des Bildes. Die „Hochzeit zu Kana“ nimmt mit Karlheinz Schäfer und Ludwig Zepner Bezug zu zwei bedeutenden deutschen Künstlern, insbesondere der zweiten Hälfte des 20. Jahrhunderts, insofern ist es personengeschichtlich und künstlerisch bedeutend (gehört zum Werk der beiden Künstler). Künstlerisch von Bedeutung ist es auch wegen der gelungenen Umsetzung in Form einer keramischen Arbeit, die mit wenigen Mitteln auskommt und für die 1960er Jahre in der DDR äußerst modern war. | 09307259 |
|                | Mietshaus in halboffener Bebauung | Hirschbergstraße 14 (Karte)                                   | 1880er Jahre                                                                                              | Städtebaulich und baugeschichtlich von Bedeutung | 09265833 |
| Weitere Bilder | Mietshaus in halboffener Bebauung und Ecklage | Hirschbergstraße 17 (Karte)                                   | 1881 | Gründerzeitgebäude, Putzfassade noch von klassizistischer Wirkung, städtebaulich und baugeschichtlich von Bedeutung | 09265834 |
|                | Mietshaus in halboffener Bebauung | Hirschbergstraße 24a (Karte)                                  | Um 1900                                                                                                   | Baugeschichtlich von Bedeutung, ein Gründerzeithaus im Stil des Späthistorismus | 09265803 |
| Weitere Bilder | Empfangsgebäude des Bahnhofs Meißen-Triebischtal | Hirschbergstraße 24 (gegenüber) (Karte)                       | 1910 | Letztes bauliches weitestgehend bauzeitlich erhaltenes Zeugnis des ehemals bedeutenden Bahnhofs Meißen-Triebischtal und Endstation der ersten Teilstrecke der schmalspurigen Schmalspurbahn Wilsdruff–Gärtitz im Wilsdruffer Schmalspurnetz, sowie Station der Bahnstrecke Borsdorf–Coswig (6386; sä. BC), für Eisenbahnbauten seltener langgestreckter Baukörper in Putzbauweise mit Diensträumen und Wartehalle, baugeschichtlich und verkehrsgeschichtlich von Bedeutung | 09306618 |
|                | Wohnhaus in halboffener Bebauung, in geschlossener Bebauung konzipiert | Hirschbergstraße 60 (Karte)                                   | Um 1900                                                                                                   | Städtebaulich und baugeschichtlich von Bedeutung, ein Gründerzeithaus | 09265395 |
| Weitere Bilder | Wohnhaus in geschlossener Bebauung | Hirschbergstraße 70 (Karte)                                   | 1. Hälfte 19. Jahrhundert                                                                                 | Städtebaulich und baugeschichtlich von Bedeutung, vorgründerzeitliches Gebäude | 09265832 |
|                | Wohnhaus in halboffener Bebauung | Hirschbergstraße 72 (Karte)                                   | Um 1870                                                                                                   | Charakteristischer Bau der 1860er bis 1870er Jahre (Dreigaupenhaus), mit ausgewogenen Proportionen, einfacher Fassadengestaltung und kleiner offener Eingangsvorhalle, bau- und stadtentwicklungsgeschichtlich bedeutend | 09265831 |
|                | Mietshaus in geschlossener Bebauung | Höroldtstraße 2 (Karte)                                       | Ende 19. Jahrhundert                                                                                      | Baugeschichtlich von Bedeutung, ein Gründerzeithaus | 09265973 |
|                | Mietshaus in geschlossener Bebauung, Ecklage | Ilschnerstraße 12 (Karte)                                     | 1880er Jahre                                                                                              | Städtebaulich und baugeschichtlich von Bedeutung, ein Gründerzeithaus | 09266022 |
|                | Wohnhaus in geschlossener Bebauung und Ecklage | Jaspisstraße 1 (Karte)                                        | 2. Hälfte 19. Jahrhundert                                                                                 | Städtebaulich von Bedeutung, ein früher Gründerzeitbau (Dreigaupenhaus), mit Ladeneinbau | 09266017 |
|                | Ehemaliger Straßenbahnhof, Waggon- und Triebwagenschuppen sowie Verwaltungsbau für die einstige Meißner Straßenbahn (heute zum Bahnhof Triebischtal gehörig), sowie die teilweise erhaltenen Schienen                                                                                            | Jaspisstraße 11 (Karte)                                       | 1899 | Ortsgeschichtlich, technikgeschichtlich und baugeschichtlich von Bedeutung, Rohziegelbauten der Gründerzeit mit neugotischen Elementen | 09266024 |
|                | Wohnhaus in offener Bebauung in Ecklage, mit Nebengebäude und Einfriedung | Karl-Niesner-Straße 1 (Karte)                                 | Nach 1905                                                                                                 | Städtebaulich und baugeschichtlich von Bedeutung, ein Bau im Reformstil der Zeit nach 1900 | 09265935 |
|                | Verwaltungsgebäude in halboffener Bebauung einer Fabrik | Karl-Niesner-Straße 7 (Karte)                                 | Um 1890                                                                                                   | Städtebaulich, ortsgeschichtlich und baugeschichtlich von Bedeutung, ein Gründerzeitbau (mehrfarbige Klinkerfassade) | 09265934 |
| Weitere Bilder | Mietshaus in offener Bebauung und Ecklage | Kerstingstraße 4 (Karte)                                      | Bezeichnet mit 1914                                                                                       | Städtebaulich und baugeschichtlich von Bedeutung, ein Bau im Reformstil der Zeit nach 1910, Fassade mit monumentalen Erkern | 09265847 |
| Weitere Bilder | Friedhof St. Nicolai (Sachgesamtheit) | Lerchaweg (Karte)                                             | Um 1910                                                                                                   | Sachgesamtheit Friedhof St. Nicolai (auch Neuer Nikolaifriedhof), mit den Einzeldenkmalen: Kapelle, Leichenhalle sowie mehreren Grabmalen und dem Kriegerdenkmal für die Gefallenen des ersten Weltkrieges (siehe 09301257) sowie den Sachgesamtheitsteilen: Einfriedungsmauer und Friedhofsgestaltung; orts- und baugeschichtlich von Bedeutung, ortsbildprägende Lage über dem Triebischtal, die Kapelle ein Bau im Reformstil um 1910 | 09266132 |
| Weitere Bilder | Kapelle und separat stehende Leichenhalle sowie einige Grabmale und das Kriegerdenkmal für die Gefallenen des ersten Weltkrieges (Einzeldenkmale der Sachgesamtheit 09266132) | Lerchaweg (Karte)                                             | Um 1910 (Friedhof, Leichenhalle und Friedhofskapelle); 1916/1926 (Grabmal); 1920er Jahre (Kriegerdenkmal) | Einzeldenkmale der Sachgesamtheit Friedhof St. Nicolai (auch Neuer Nikolaifriedhof); orts- und baugeschichtlich von Bedeutung, ortsbildprägende Lage über dem Triebischtal, die Kapelle ein Bau im Reformstil um 1910 | 09301257 |
| Weitere Bilder | Mietshaus in offener Bebauung | Lerchaweg 2 (Karte)                                           | 1890er Jahre                                                                                              | Städtebaulich und baugeschichtlich von Bedeutung, ein Gründerzeithaus (Klinkerfassade) mit betonter Haube | 09266131 |
|                | Mehrfamilienhaus einer Wohnanlage | Leschnerstraße 5, 6 (Karte)                                   | Bezeichnet mit 1927                                                                                       | Baugeschichtlich von Bedeutung, mit Anklängen an den Art-Déco-Stil | 09266020 |
|                | Mietshaus in halboffener Bebauung, in geschlossener Bebauung konzipiert | Lessingstraße 2 (Karte)                                       | Nach 1895                                                                                                 | Städtebaulich und baugeschichtlich von Bedeutung, ein Gründerzeithaus (Klinkerfassade) | 09265953 |
|                | Mietshaus in geschlossener Bebauung | Lessingstraße 6 (Karte)                                       | Ende 19. Jahrhundert                                                                                      | Städtebaulich und baugeschichtlich von Bedeutung, ein früher Gründerzeitbau | 09265959 |
|                | Mietshaus in geschlossener Bebauung | Lessingstraße 7 (Karte)                                       | Ende 19. Jahrhundert                                                                                      | Städtebaulich und baugeschichtlich von Bedeutung, ein früher Gründerzeitbau | 09265958 |
|                | Mietshaus in geschlossener Bebauung | Lessingstraße 8 (Karte)                                       | Ende 19. Jahrhundert                                                                                      | Städtebaulich und baugeschichtlich von Bedeutung, ein früher Gründerzeitbau | 09265957 |
|                | Mietshaus in geschlossener Bebauung | Moritzstraße 3 (Karte)                                        | Um 1890                                                                                                   | Städtebaulich und baugeschichtlich von Bedeutung, ein Gründerzeithaus (Klinkerfassade) | 09265940 |
|                | Mietshaus in geschlossener Bebauung | Moritzstraße 4 (Karte)                                        | Um 1890                                                                                                   | Städtebaulich und baugeschichtlich von Bedeutung, ein Gründerzeithaus (Klinkerfassade) | 09265939 |
|                | Mietshaus in geschlossener Bebauung | Moritzstraße 5 (Karte)                                        | 1880er Jahre                                                                                              | Städtebaulich von Bedeutung | 09265938 |
|                | Mietshaus in geschlossener Bebauung | Moritzstraße 7 (Karte)                                        | Ende 19. Jahrhundert                                                                                      | Städtebaulich und baugeschichtlich von Bedeutung, ein Gründerzeithaus | 09265948 |
|                | Wohnhaus in geschlossener Bebauung | Moritzstraße 9 (Karte)                                        | 2. Hälfte 19. Jahrhundert                                                                                 | Städtebaulich und baugeschichtlich von Bedeutung, ein früher Gründerzeitbau der 1860er bis 1870er Jahre (Dreigaupenhaus) | 09265947 |
|                | Wohnhaus in geschlossener Bebauung | Moritzstraße 10 (Karte)                                       | 2. Hälfte 19. Jahrhundert                                                                                 | Städtebaulich und baugeschichtlich von Bedeutung, ein früher Gründerzeitbau der 1860er bis 1870er Jahre (Dreigaupenhaus) | 09265946 |
|                | Wohnhaus in geschlossener Bebauung | Moritzstraße 11 (Karte)                                       | 2. Hälfte 19. Jahrhundert                                                                                 | Städtebaulich und baugeschichtlich von Bedeutung, ein früher Gründerzeitbau der 1860er bis 1870er Jahre (Dreigaupenhaus) | 09265945 |
|                | Wohnhaus in geschlossener Bebauung und Ecklage | Moritzstraße 13 (Karte)                                       | 2. Hälfte 19. Jahrhundert                                                                                 | Städtebaulich und baugeschichtlich von Bedeutung, ein früher Gründerzeitbau der 1860er bis 1870er Jahre | 09265943 |
|                | Wetzel-Mühle mit allen Gebäuden (Mühle, Wohn- und Kontorhaus, zwei Seitengebäude, zwei Mühlsteine an der Zufahrt, Silo, Mühlentechnik, Bergkeller) sowie Einfriedung des Grundstücks | Mühlweg 23 (Karte)                                            | Ursprung 16. Jahrhundert, bezeichnet mit 1883                                                             | Wissenschaftlich, baugeschichtlich, ortsgeschichtlich, künstlerisch und technikgeschichtlich von Bedeutung, bedeutendes Mühlenbauwerk | 09266049 |
| Weitere Bilder | Nikolaikirche und Einfriedungsmauer mit verbliebenen barocken Grabmalen (ehemals ein umgebender Kirchhof, Alter Nikolaifriedhof, heute Park) und Denkmal für Samuel Hahnemann | Neumarkt 29 (Karte)                                           | 13. Jahrhundert, 1923–1929 Umwandlung in Gedenkstätte                                                     | Alte Pfarrkirche im Triebischtal, 1923-1929 nach Entfernung der Ausstattung Umwandlung der Kirche in eine Gedenkstätte für die Gefallenen des Ersten Weltkriegs, alles in Meissener Porzellan (Bildhauer: Emil Paul Börner), Reste romanischer Wandmalerei, städtebaulich, künstlerisch und baugeschichtlich von Bedeutung | 09265855 |
|                | Mietshaus in offener Bebauung | Ossietzkystraße 30 (Karte)                                    | Um 1900                                                                                                   | Städtebaulich und baugeschichtlich von Bedeutung, ein Gründerzeithaus im Stil der deutschen Neurenaissance | 09266253 |
|                | Kulturhaus, über dem Eingang Kachelbild mit Szene aus dem Arbeitsleben | Ossietzkystraße 37 (Karte)                                    | 1950er Jahre                                                                                              | Baugeschichtlich von Bedeutung, charakteristischer Bau der traditionell-konservativen DDR-Nachkriegsarchitektur der 1950er Jahre | 09266254 |
|                | Mietshaus in halboffener Bebauung, in geschlossener Bebauung konzipiert | Ossietzkystraße 40 (Karte)                                    | Um 1910                                                                                                   | Städtebaulich und baugeschichtlich von Bedeutung, ein Bau im Reformstil der Zeit um 1910 | 09266252 |
|                | Mietshaus in halboffener Bebauung, in geschlossener Bebauung konzipiert | Ossietzkystraße 43 (Karte)                                    | 1890er Jahre                                                                                              | Städtebaulich und baugeschichtlich von Bedeutung, ein Gründerzeithaus (Klinkerfassade) | 09266248 |
|                | Mietshaus in geschlossener Bebauung | Ossietzkystraße 45 (Karte)                                    | Bezeichnet mit 1901                                                                                       | Städtebaulich und baugeschichtlich von Bedeutung, ein Gründerzeithaus | 09266246 |
|                | Reste einer ehemaligen Spinnerei und Weberei (Deutsche Jute-Spinnerei und -Weberei, später VEB Tetex), mit der alten Schmiede, dem Schornstein, Umfassungsmauern und Fassaden/Wände von Giebelseiten                                                                                             | Schützestraße 1 (Karte)                                       | Um 1890                                                                                                   | Ortsgeschichtlich und technikgeschichtlich von Bedeutung, ein Industriebau mit Ziegelstein- und Bruchsteinfassaden | 09265999 |
|                | Ehemaliges Pumpwerk | Schützestraße 4 (Karte)                                       | Um 1900                                                                                                   | Ortsgeschichtlich und technikgeschichtlich von Bedeutung, interessanter Industriebau der Jahrhundertwende um 1900 mit Klinkergliederung | 09265993 |
|                | Wohnhaus in halboffener Bebauung | Schützestraße 5 (Karte)                                       | 2. Hälfte 19. Jahrhundert                                                                                 | Städtebaulich, baugeschichtlich und sozialgeschichtlich von Bedeutung | 09265998 |
|                | Wohnhaus in geschlossener Bebauung | Schützestraße 6 (Karte)                                       | 2. Hälfte 19. Jahrhundert                                                                                 | Städtebaulich, baugeschichtlich und sozialgeschichtlich von Bedeutung | 09265997 |
|                | Wohnhaus in geschlossener Bebauung | Schützestraße 7 (Karte)                                       | 2. Hälfte 19. Jahrhundert                                                                                 | Städtebaulich, baugeschichtlich und sozialgeschichtlich von Bedeutung | 09265996 |
|                | Wohnhaus in geschlossener Bebauung und Ecklage | Schützestraße 8 (Karte)                                       | 2. Hälfte 19. Jahrhundert                                                                                 | Städtebaulich und baugeschichtlich von Bedeutung, stadtbildprägende Lage an der Talstraße | 09265995 |
|                | Mietshaus in halboffener Bebauung | Talstraße 6 (Karte)                                           | Bezeichnet mit 1888                                                                                       | Städtebaulich und baugeschichtlich von Bedeutung, ein Gründerzeithaus mit straßenbildprägendem Eckerker | 09265617 |
|                | Badeanstalt (Talbad) | Talstraße 7 (Karte)                                           | Ende 19. Jahrhundert                                                                                      | Orts- und baugeschichtlich von Bedeutung, älteste öffentliche Badeanstalt Meißens | 09265618 |
|                | Porzellanmanufaktur Meißen, eingeschlossen Gebäude A (Malerei/Versand, 1860/1911), B (Malerei/Rohfertigung 1861/1923), D (Geschäftsleitung 1861, Verbinder 1914/15, Schauhalle 1914/15), E (Formenherstellung/Malerei 1871), S (Schlämmerei/Schule 1861), X (Rohstofflager, ohne Übergang, 1884) | Talstraße 9 (Karte)                                           | 1861–1863, bezeichnet mit 1861                                                                            | Künstlerisch, ortsgeschichtlich, baugeschichtlich und geschichtlich von Bedeutung, ein bedeutender Industriebau, das Hauptgebäude im neogotischen Stil, ein Erweiterungsbau im Reformstil der Zeit um 1910 | 09266040 |
| Weitere Bilder | Denkmal für Johann Friedrich Böttger | Talstraße 9 (gegenüber) (Karte)                               | Bezeichnet mit 1891                                                                                       | Künstlerisch und ortshistorisch von Bedeutung | 09266041 |
|                | Doppelmietshaus | Talstraße 14, 15 (Karte)                                      | Um 1880                                                                                                   | Städtebaulich und baugeschichtlich von Bedeutung, Gründerzeithäuser | 09265942 |
|                | Mietshaus in halboffener Bebauung und Ecklage | Talstraße 17 (Karte)                                          | 1880er Jahre                                                                                              | Städtebaulich und baugeschichtlich von Bedeutung, ein Gründerzeithaus | 09265941 |
|                | Doppelmietshaus in geschlossener Bebauung | Talstraße 18, 19 (Karte)                                      | Ende 19. Jahrhundert                                                                                      | Städtebaulich und baugeschichtlich von Bedeutung, ein Gründerzeithaus | 09265955 |
|                | Wohnhaus in halboffener Bebauung | Talstraße 21 (Karte)                                          | 2. Hälfte 19. Jahrhundert                                                                                 | Städtebaulich und baugeschichtlich von Bedeutung, ein Gründerzeithaus | 09265956 |
|                | Mietshaus in Ecklage | Talstraße 23 (Karte)                                          | Vor 1900                                                                                                  | Städtebaulich und baugeschichtlich von Bedeutung, ein Gründerzeithaus (Klinkerfassade, Eckerker mit Turm), mit Ladeneinbau, straßenbildprägende Lage am Wilhelm-Walkhoff-Platz | 09265954 |
|                | Mietshaus in geschlossener Bebauung | Talstraße 25 (Karte)                                          | Ende 19. Jahrhundert                                                                                      | Städtebaulich und baugeschichtlich von Bedeutung, ein Gründerzeithaus (ehemals mit Ladeneinbau) | 09265965 |
|                | Mietshäuser einer Wohnanlage (mit Wettinstraße 33-35) in geschlossener Bebauung | Talstraße 29, 30 (Karte)                                      | 1928 | Städtebaulich und baugeschichtlich von Bedeutung, Heimatstilbauten | 09269140 |
| Weitere Bilder | Mietshaus in geschlossener Bebauung | Talstraße 47 (Karte)                                          | Ende 19. Jahrhundert                                                                                      | Städtebaulich und baugeschichtlich von Bedeutung, ein Gründerzeithaus | 09266018 |
|                | Mietshaus in halboffener Bebauung | Talstraße 50 (Karte)                                          | 1880er Jahre                                                                                              | Städtebaulich und baugeschichtlich von Bedeutung, ein Gründerzeithaus | 09266023 |
|                | Fabrikantenvilla mit schmiedeeiserner Einfriedung | Talstraße 55 (Karte)                                          | Um 1890                                                                                                   | Ortsgeschichtlich und baugeschichtlich von Bedeutung, ein Bau im Stil des Späthistorismus (mit massiver Veranda), ehemals zur Fabrik Schützestraße 1 (Jute-Spinnerei) gehörend | 09266000 |
|                | Wohnhaus in geschlossener Bebauung | Talstraße 58 (Karte)                                          | 2. Hälfte 19. Jahrhundert                                                                                 | Städtebaulich und baugeschichtlich von Bedeutung, ein frühes Gründerzeithaus | 09265994 |
|                | Mietshaus in geschlossener Bebauung | Talstraße 62 (Karte)                                          | Ende 19. Jahrhundert                                                                                      | Städtebaulich und baugeschichtlich von Bedeutung, ein Gründerzeithaus | 09265984 |
|                | Mietshaus in geschlossener Bebauung | Talstraße 69 (Karte)                                          | Ende 19. Jahrhundert                                                                                      | Städtebaulich und baugeschichtlich von Bedeutung, ein Gründerzeithaus mit Ladeneinbau | 09265986 |
|                | Mietshaus in geschlossener Bebauung und Ecklage | Talstraße 70 (Karte)                                          | Ende 19. Jahrhundert                                                                                      | Städtebaulich und baugeschichtlich von Bedeutung, ein Gründerzeithaus mit Ladeneinbau, straßenbildprägende Lage am Wilhelm-Walkhoff-Platz | 09265967 |
|                | Mietshaus in geschlossener Bebauung und Ecklage | Talstraße 71 (Karte)                                          | Ende 19. Jahrhundert                                                                                      | Städtebaulich und baugeschichtlich von Bedeutung, ein Gründerzeithaus mit Ladeneinbau, straßenbildprägende Lage am Wilhelm-Walkhoff-Platz mit turmartiger Eckausbildung | 09266030 |
|                | Mietshaus in geschlossener Bebauung | Talstraße 75 (Karte)                                          | Ende 19. Jahrhundert                                                                                      | Städtebaulich und baugeschichtlich von Bedeutung, ein Gründerzeithaus | 09266031 |
|                | Mietshaus in geschlossener Bebauung | Talstraße 76 (Karte)                                          | Ende 19. Jahrhundert                                                                                      | Städtebaulich und baugeschichtlich von Bedeutung, ein Gründerzeithaus | 09266032 |
|                | Mietshaus in geschlossener Bebauung | Talstraße 77 (Karte)                                          | Vor 1900                                                                                                  | Städtebaulich und baugeschichtlich von Bedeutung, repräsentatives Gründerzeithaus (Klinkerfassade) | 09266033 |
|                | Mietshaus in halboffener Bebauung | Talstraße 78 (Karte)                                          | Vor 1900                                                                                                  | Städtebaulich und baugeschichtlich von Bedeutung, ein repräsentatives Gründerzeithaus (Klinkerfassade, Treppengiebel) mit Ladeneinbau | 09269142 |
|                | Ehemalige Kurzsche Druckerei (Papierfabrik C. C. Kurz), heute zu Wohnungen umgebaut, mit Torpfeilern, Mauer und schmiedeeisernem Zaun | Talstraße 80a, 80b, 80c, 80d, 80e, 80f, 80g, 80h, 80i (Karte) | Um 1900                                                                                                   | Technikgeschichtlich, ortsgeschichtlich und städtebaulich von Bedeutung, Industriebau als Rohziegelbau | 09266038 |
|                | Mühle, Wohnhaus und Nebengebäude, mit Einfriedung | Talstraße 81 (Karte)                                          | 1. Hälfte 19. Jahrhundert                                                                                 | Technikgeschichtlich, ortsgeschichtlich und baugeschichtlich von Bedeutung | 09266380 |
| Weitere Bilder | Katholische Pfarrkirche St. Benno mit Ausstattung | Wettinstraße 15 (Karte)                                       | 1885–1887 (Kirche); 1934 (Bennostatue)                                                                    | Künstlerisch, städtebaulich und baugeschichtlich von Bedeutung, ein Bau im Stil des Historismus (Backstein-Neugotik) | 09265933 |
| Weitere Bilder | Triebischtalschule | Wettinstraße 19 (Karte)                                       | 1877 (Schule); 1888-1892 (Schulerweiterung)                                                               | Ortsgeschichtlich und baugeschichtlich von Bedeutung, ein Bau im Stil des Späthistorismus mit straßenbildprägenden Giebeln | 09265937 |
|                | Mietshaus in halboffener Bebauung, aber in geschlossener Bebauung konzipiert | Wettinstraße 27 (Karte)                                       | Um 1900                                                                                                   | Städtebaulich und baugeschichtlich von Bedeutung, ein Gründerzeithaus (Klinkerfassade, Jugendstil mit floralen Details, über dem Portal Adler mit ausgebreiteten Schwingen), straßenbildprägend die Balkone und der Giebel mit Türmchen | 09265949 |
|                | Mietshaus in geschlossener Bebauung | Wettinstraße 28 (Karte)                                       | Bezeichnet mit 1898                                                                                       | Städtebaulich und baugeschichtlich von Bedeutung, ein Gründerzeithaus (Klinkerfassade), straßenbildprägender Treppengiebel | 09265950 |
|                | Mietshaus in geschlossener Bebauung | Wettinstraße 29 (Karte)                                       | Vor 1900                                                                                                  | Städtebaulich und baugeschichtlich von Bedeutung, ein Gründerzeithaus (Klinkerfassade) | 09265951 |
|                | Mietshaus in geschlossener Bebauung und Ecklage | Wettinstraße 30 (Karte)                                       | Um 1890                                                                                                   | Städtebaulich und baugeschichtlich von Bedeutung, ein Gründerzeithaus, straßenbildprägende Eckbalkone | 09265952 |
|                | Mietshaus in geschlossener Bebauung | Wettinstraße 31 (Karte)                                       | Ende 19. Jahrhundert                                                                                      | Städtebaulich und baugeschichtlich von Bedeutung, ein Gründerzeithaus | 09265960 |
|                | Mietshaus in geschlossener Bebauung | Wettinstraße 32 (Karte)                                       | Ende 19. Jahrhundert                                                                                      | Städtebaulich und baugeschichtlich von Bedeutung, ein Gründerzeithaus | 09265961 |
|                | Mietshäuser einer Wohnanlage in geschlossener und halboffener Bebauung | Wettinstraße 33, 34, 35 (Karte)                               | Bezeichnet mit 1928                                                                                       | Städtebaulich und baugeschichtlich von Bedeutung, Heimatstilbauten | 09265962 |
|                | Mietshaus in geschlossener Bebauung | Wilhelm-Walkhoff-Platz 2 (Karte)                              | Ende 19. Jahrhundert                                                                                      | Städtebaulich und baugeschichtlich von Bedeutung, ein Gründerzeithaus | 09265968 |
|                | Mietshaus in geschlossener Bebauung und Ecklage | Wilhelm-Walkhoff-Platz 3 (Karte)                              | Vor 1900                                                                                                  | Städtebaulich und baugeschichtlich von Bedeutung, ein Gründerzeithaus (Klinkerfassade) | 09265969 |
|                | Mietshaus in halboffener Bebauung, in geschlossener Bebauung konzipiert | Wilhelm-Walkhoff-Platz 4 (Karte)                              | Um 1890                                                                                                   | Städtebaulich und baugeschichtlich von Bedeutung, ein Gründerzeithaus (Klinkerfassade), platzbildprägende Balkone | 09266028 |
|                | Mietshaus in geschlossener Bebauung | Wilhelm-Walkhoff-Platz 5 (Karte)                              | Um 1890                                                                                                   | Städtebaulich und baugeschichtlich von Bedeutung, ein Gründerzeithaus (Klinkerfassade) | 09266029 |
| Weitere Bilder | Lutherkirche mit Ausstattung | Wilhelm-Walkhoff-Platz 7 (Karte)                              | 1901–1909 (Kirche); 1845 (Orgelwerk); 1904 (Orgelprospekt)                                                | Künstlerisch, städtebaulich und baugeschichtlich von Bedeutung, ein Bau im Stil des Historismus (neogotisch mit Jugendstilausstattung) | 09265966 |
| Weitere Bilder | Mietshaus in geschlossener Bebauung | Wittigstraße 1 (Karte)                                        | 1890er Jahre                                                                                              | Baugeschichtlich von Bedeutung, ein Gründerzeithaus (Klinkerfassade) | 09265974 |
|                | Mietshaus in geschlossener Bebauung | Wittigstraße 2 (Karte)                                        | 1890er Jahre                                                                                              | Baugeschichtlich von Bedeutung, ein Gründerzeithaus (Klinkerfassade) | 09265975 |
|                | Mietshaus in geschlossener Bebauung | Wittigstraße 3 (Karte)                                        | 1890er Jahre                                                                                              | Baugeschichtlich von Bedeutung, ein Gründerzeithaus (Klinkerfassade, Volutengiebel) | 09265976 |
|                | Mietshaus in geschlossener Bebauung | Wittigstraße 4 (Karte)                                        | 1890er Jahre                                                                                              | Baugeschichtlich von Bedeutung, ein Gründerzeithaus (zweifarbige Klinkerfassade) | 09265977 |
|                | Mietshaus in halboffener, heute geschlossener Bebauung | Wittigstraße 5 (Karte)                                        | 1890er Jahre                                                                                              | Baugeschichtlich von Bedeutung, ein Gründerzeithaus (Klinkerfassade, Stufengiebel) | 09265978 |
|                | Mietshaus in halboffener Bebauung, aber in geschlossener Bebauung konzipiert | Wittigstraße 16 (Karte)                                       | Vor 1900                                                                                                  | Baugeschichtlich von Bedeutung, ein Gründerzeithaus (Klinkerfassade) | 09265972 |
|                | Mietshaus in geschlossener Bebauung | Wittigstraße 17 (Karte)                                       | Vor 1900                                                                                                  | Baugeschichtlich von Bedeutung, ein Gründerzeithaus (Klinkerfassade) | 09265971 |
|                | Mietshaus in geschlossener Bebauung und Ecklage | Wittigstraße 18 (Karte)                                       | Vor 1900                                                                                                  | Städtebaulich und baugeschichtlich von Bedeutung, ein Gründerzeithaus (Klinkerfassade, Erker), platzbildprägende Lage am Wilhelm-Walkhoff-Platz | 09265970 |

## Ehemalige Kulturdenkmale
| Bild                                    | Bezeichnung                                           | Lage              | Datierung | Beschreibung                                     | ID |
| --------------------------------------- | ----------------------------------------------------- | ----------------- | --------- | ------------------------------------------------ | -- |
| Direkt Bild zu diesem Denkmal hochladen | Wartehäuschen der Straßenbahn Meißen aus Klinkerstein | Talstraße (Karte) | vor 1912  | Wartehäuschen (Bushaltestelle), wurde abgerissen |    |

## Tabellenlegende
- Bild: Bild des Kulturdenkmals, ggf. zusätzlich mit einem Link zu weiteren Fotos des Kulturdenkmals im Medienarchiv Wikimedia Commons. Wenn man auf das Kamerasymbol klickt, können Fotos zu Kulturdenkmalen aus dieser Liste hochgeladen werden:
- Bezeichnung: Denkmalgeschützte Objekte und ggf. Bauwerksname des Kulturdenkmals
- Lage: Straßenname und Hausnummer oder Flurstücknummer des Kulturdenkmals. Die Grundsortierung der Liste erfolgt nach dieser Adresse. Der Link (Karte) führt zu verschiedenen Kartendiensten mit der Position des Kulturdenkmals. Fehlt dieser Link, wurden die Koordinaten noch nicht eingetragen. Sind diese bekannt, können sie über ein Tool mit einer Kartenansicht einfach nachgetragen werden. In dieser Kartenansicht sind Kulturdenkmale ohne Koordinaten mit einem roten bzw. orangen Marker dargestellt und können durch Verschieben auf die richtige Position in der Karte mit Koordinaten versehen werden. Kulturdenkmale ohne Bild sind an einem blauen bzw. roten Marker erkennbar.
- Datierung: Baubeginn, Fertigstellung, Datum der Erstnennung oder grobe zeitliche Einordnung entsprechend des Eintrags in der sächsischen Denkmaldatenbank
- Beschreibung: Kurzcharakteristik des Kulturdenkmals entsprechend des Eintrags in der sächsischen Denkmaldatenbank, ggf. ergänzt durch die dort nur selten veröffentlichten Erfassungstexte oder zusätzliche Informationen
- ID: Vom Landesamt für Denkmalpflege Sachsen vergebene, das Kulturdenkmal eindeutig identifizierende Objekt-Nummer. Der Link führt zum PDF-Denkmaldokument des Landesamtes für Denkmalpflege Sachsen. Bei ehemaligen Kulturdenkmalen können die Objektnummern unbekannt sein und deshalb fehlen bzw. die Links von aus der Datenbank entfernten Objektnummern ins Leere führen. Ein ggf. vorhandenes Icon  führt zu den Angaben des Kulturdenkmals bei Wikidata.